# Första Minnesotaregementet
Första Minnesotaregementet (1st Minnesota Volunteer Infantry Regiment) var ett frivilligt infanteriregemente från Minnesota under det amerikanska inbördeskriget.

## Slaget vid Gettysburg
Första Minnesotaregementet är känt för att det under andra dagens strider i slaget vid Gettysburg 1863 genomförde ett motanfall mot en sex gånger så stor fientlig brigad. Motanfallet beordrades för att vinna några minuters fördröjning av det fientliga huvudanfallet. Vid motanfallet stupade eller sårades 82 % av regementets soldater.

## Förluster
Under sin tjänstgöringstid 1861-1864 förlorade regementet följande antal soldater:
- Stupade i strid: 187
- Döda av sjukdomar: 99
- Sårade: 609